# Ephedranthus guianensis
Ephedranthus guianensis är en kirimojaväxtart som beskrevs av Robert Elias Fries. Ephedranthus guianensis ingår i släktet Ephedranthus och familjen kirimojaväxter. Inga underarter finns listade i Catalogue of Life.